# Vanessa Morgan

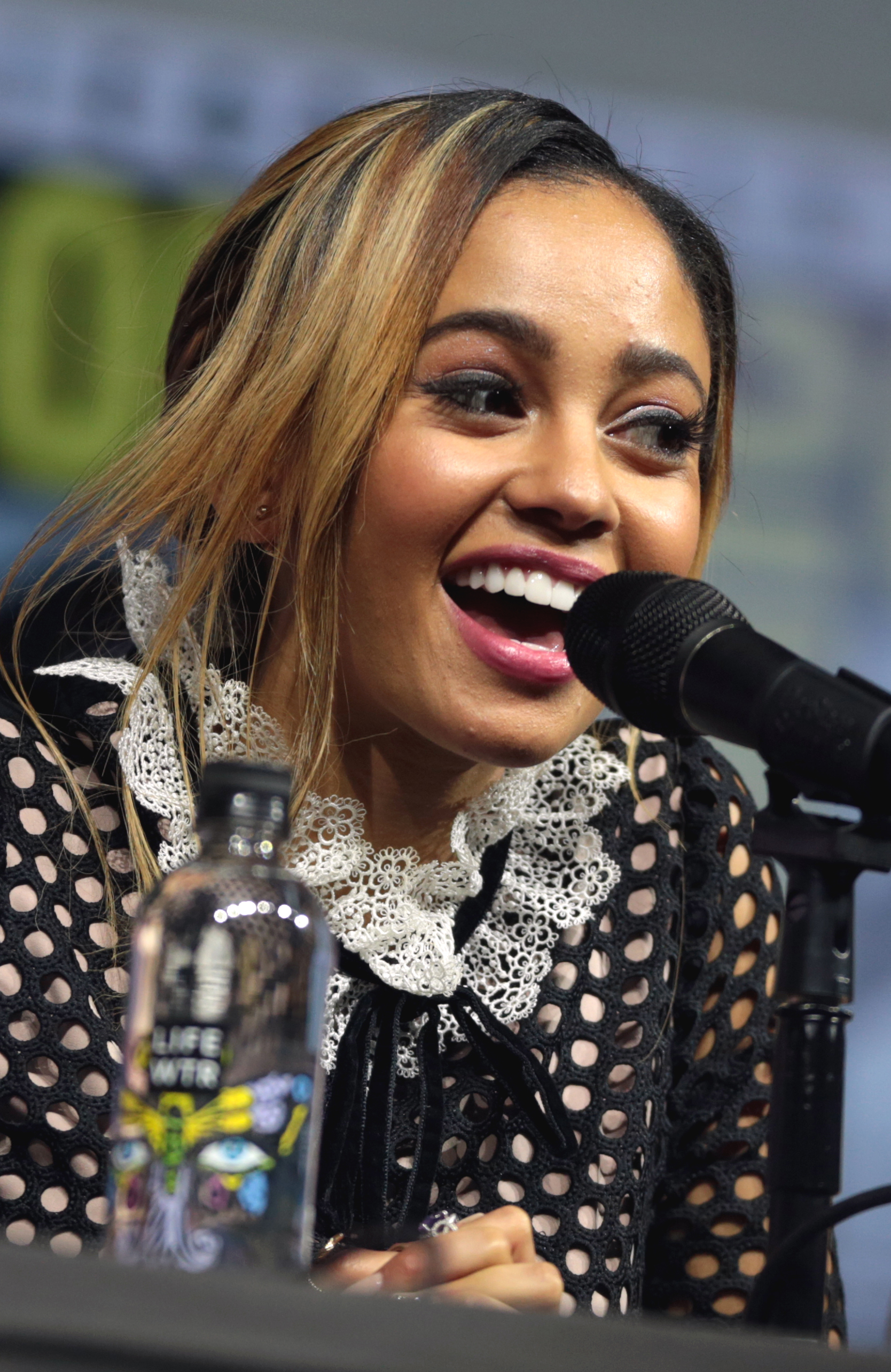
Morgan i juli 2018.

Vanessa Morgan, född 23 mars 1992 i Ottawa i Ontario, är en kanadensisk skådespelerska och sångerska. Hon har bland annat medverkat i tv-serien Det senaste surret och Min barnvakt är en vampyr. Hon har medverkat i serien A.N.T. Farm. Hon har också gjort rollen som Toni Topaz i TV-serien Riverdale.
Hennes pappa är östafrikan och hennes mamma är skotska. Morgan studerade filosofi vid Queen's University.
I januari 2020 gifte sig Morgan med Michael Kopech. Den 24 juli 2020 meddelade Morgan att hon är gravid. Den 26 juli 2020 ansökte Kopech om skilsmässa.